# Monestir del Sant Sepulcre (Alcoi)
El Monestir del Sant Sepulcre d'Alcoi (l'Alcoià), País Valencià, és l'única mostra d'arquitectura religiosa antiga que es conserva a Alcoi, ja que totes les altres han desaparegut. Es tracta d'un temple barroc construït entre 1596 i 1598 pels mestres d'obres Baltasar García, Honorato d'Ontinyent i Baptista Balfago.
La planta del temple és en creu llatina, amb nau de tres trams coberta per volta de canó sobre arcs faixons amb llunetes, on el creuer es cobreix amb una cúpula el·líptica sobre petxines, amb nervadures i finestres entre elles.
Destaca la gran altura dels arcs d'embocadura de les capelles laterals, escassament comunicades entre si. Als peus se situa el cor alt, tancat amb gelosia, per a ús de les monges Agustines Descalces que habiten el convent.
Compta amb una capella lateral el·líptica on es contenen les relíquies del miracle del Sagrat Copó, robat i oposat intacte en 1568 i d'una imatge del Xiquet Jesús de Praga que, segons la història, va inclinar els seus dits per assenyalar el lloc on el Calze havia estat amagat. Com a curiositat destacar que en aquesta capella també es troba una rèplica del Llençol Sant, pertanyent a Juan Luis de Alzamora, secretari de Joan d'Habsburg i que el va donar al convent.
Té també en una de les seues fornícules una imatge de Sant Josep que compta amb una reproducció a petita escala d'un banc de fuster i una "cabellera" d'encenalls de fusta. L'exterior del temple és auster i senzill, on únicament destaca la portada de pedra en la façana dels peus, a la qual s'hi accedeix per escalinata el·líptica.
La façana lateral del monestir del Sant Sepulcre d'estil barroc regionalista és obra de l'arquitecte alcoià Vicent Valls Gadea, realitzada en 1925.